# Ричмонд Хил (Џорџија)
Ричмонд Хил (Џорџија) (енгл. Richmond Hill) град је у америчкој савезној држави Џорџија. По попису становништва из 2010. у њему је живело 9.281 становника.

## Демографија
Према попису становништва из 2010. у граду је живело 9.281 становника, што је 2.322 (33,4%) становника више него 2000. године.
| Група             | 2000.         | 2010.         |
| Белци             | 5.523 (79,4%) | 6.483 (69,9%) |
| Афроамериканци    | 953 (13,7%)   | 1.568 (16,9%) |
| Азијати           | 99 (1,4%)     | 269 (2,9%)    |
| Хиспаноамериканци | 258 (3,7%)    | 694 (7,5%)    |
| Укупно            | 6.959         | 9.281         |